# Josep María Gallart
Josep María Gallart Riera (Molins de Rey, Barcelona, España, 2 de octubre de 1961) es un exfutbolista español que se desempeñaba como defensa.

## Clubes
| Club                 | País   | Año       |
| -------------------- | ------ | --------- |
| R. C. D. Español     | España | 1982-1989 |
| C. E. Sabadell F. C. | España | 1989-1991 |